# Scout (aeronautica)

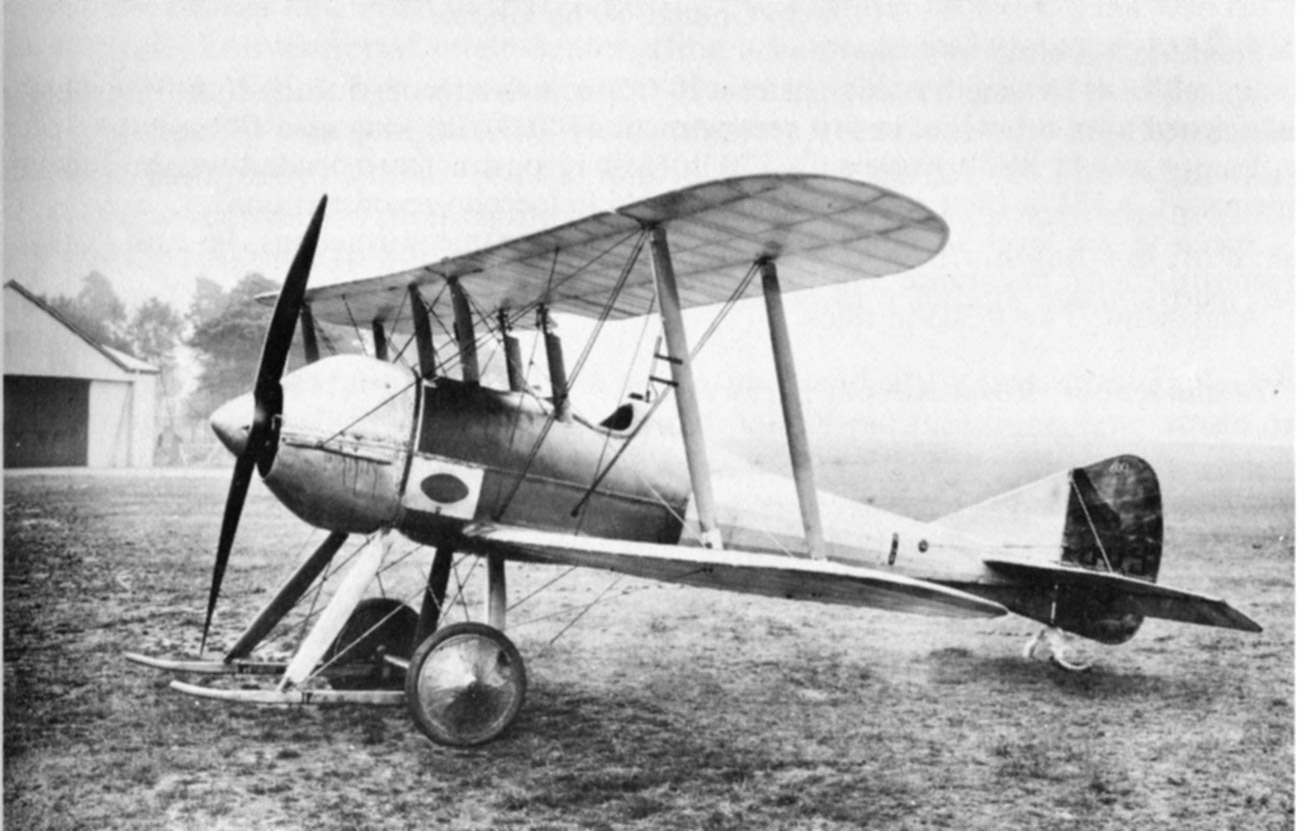
Il Royal Aircraft Factory S.E.2 nel suo aspetto finale in sosta alla Royal Aircraft Factory, Farnborough.

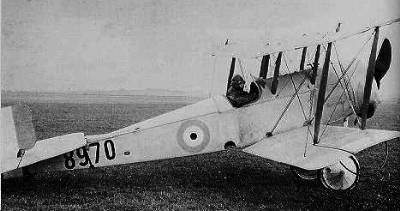
Bristol Scout.

Il termine scout, inteso come descrizione di una classe di aerei militari, è entrato in uso nella bibliografia in lingua inglese poco prima della prima guerra mondiale, riferito ad un velivolo veloce, per l'epoca, leggero, normalmente monoposto, da ricognizione, inizialmente disarmato.
Gli "Scout" furono generalmente delle conversioni o adattamenti di aerei da competizione sviluppati prima dello scoppio del conflitto, tuttavia almeno un modello, il Royal Aircraft Factory S.E.2, venne specificatamente progettato per ricoprire questo ruolo. A quel tempo le possibilità di un combattimento aereo erano considerate altamente improbabili, e la velocità di questi apparecchi rispetto agli altri aerei coinvolti nelle fasi iniziali della Grande Guerra era considerata un notevole vantaggio per sfuggire ai colpi sparati dal suolo e per la capacità di fornire tempestivamente rapporti sulle loro missioni di ricognizione aerea.
Quasi fin dall'inizio della guerra, vennero condotti diversi esperimenti al fine di equipaggiare gli Scout con armamenti fissi per consentire ai loro piloti di impegnarsi in un combattimento in volo. Già dai primi mesi del 1916 diversi modelli furono armati con almeno una mitragliatrice in grado di sparare frontalmente, diventando così di fatto i primi caccia monoposto e inaugurando in questo modo una nuova classe di velivoli militari. In ambito nazionale, i francesi e i tedeschi adottarono il termine "cacciatore" (chasseur, Jäger), tuttavia nei Royal Flying Corps e nella neofondata Royal Air Force la definizione di "scout" rimase il termine usuale per definire un caccia monoposto fino ai primi anni venti. Il termine fighter, o fighting aircraft, era in effetti già utilizzato ma in quel periodo si riferiva specificatamente ad un modello da caccia biposto, come ad esempio il Sopwith 1½ Strutter o il Bristol F.2 Fighter.
L'utilizzo del termine "scout", o, talvolta, "fighting scout", per definire i caccia monoposto, si può ritrovare spesso in molte pubblicazioni dell'epoca, inclusi racconti e biografie di aviatori e personale militare britannico, tra cui le rappresentazioni romanzate degli eventi bellici descritte nella collana Biggles, dove il termine "scout" era riferito indifferentemente sia ai caccia britannici che a quelli della francese Aviation militaire dell'Armée de terre o degli Jagdstaffel (o Jasta) della tedesco-imperiale Luftstreitkräfte.
Il termine rimase in uso per molto tempo anche in successive pubblicazioni relative all'aviazione della prima guerra mondiale. 